# Katheryn Patá
Katheryn Pamela Patá Salvatierra (Guatemala, 1997), también conocida como Katheryn Patá, es una artista visual, música, gestora artística y tatuadora guatemalteca, estudió la licenciatura en Artes Visuales con especialización en Pintura en la Escuela Superior de Arte de la Universidad de San Carlos de Guatemala. Cuenta con Formación Musical con especialización en guitarra clásica y guitarra eléctrica por el Conservatorio Nacional de Música Germán Alcántara. Forma parte del acervo cultural de Artistas Latinas.

## Su obra
Las obras visuales que ha desarrollado las trabaja principalmente en acrílico, las define como un poco grotescas con estética poco convencional y obscura, se inspira en sus sentimientos, sueños, películas, música y cortometrajes. Utiliza el arte como una forma de catarsis y para registrar acontecimientos personales, políticos, históricos y medioambientales. En tiempos recientes ha iniciado con la instalación de video y arte sonoro.

## Trayectoria
En 2017 inició el Colectivo Jade en compañía de amistades de la universidad, en búsqueda de espacios artísticos para exposiciones y muestras de quienes inician en el arte.
Ha participado en más de 48 exposiciones colectivas, festivales artísticos, actividades culturales y murales colectivos en Estados Unidos, Brasil, Argentina y Guatemala, entre las que destacan Rewriting Us, en Apexart Nueva York, curado por La Revuelta; Lambe Lambe Faisca Latina, en el Espacio Cultural Almazen, curado por Artistas Latinas y La Revuelta, y la Exposición Ecología en las Artes y el Diseño por La Alianza Francesa.

## Premios y reconocimientos
- Premio al Liderazgo Estudiantil 2019 por DIGEU-USAC.[1]
- Tercer Lugar en el Premio Memoria Artística 2020 por Imaginatorio Cooperative.[1]

## Exposiciones
- Memoria Implícita, julio 2021, Galería La Nueva Fábrica, Guatemala.[5]
- Rewriting Us (Recontarnos),[6][7] marzo 2022, Apexart, Soho, Nueva York, Estados Unidos. Desarrollada con Lisa de León y curada por La Revuelta.[3]
- El estado de no estar, abril 2022. Galería del proyecto cultural Perjura, Guatemala.[4]